# Dendrogyra cylindrus
Dendrogyra cylindrus е вид корал от семейство Meandrinidae. Възникнал е преди около 2,59 млн. години по времето на периода неоген. Видът е уязвим и сериозно застрашен от изчезване.

## Разпространение и местообитание
Разпространен е в Ангуила, Антигуа и Барбуда, Барбадос, Бахамски острови, Белиз, Бонер, Британски Вирджински острови, Венецуела, Гваделупа, Гренада, Доминика, Доминиканска република, Кайманови острови, Колумбия, Коста Рика, Куба, Кюрасао, Малки далечни острови на САЩ, Мексико, Монсерат, Никарагуа, Панама, Саба, САЩ, Свети Мартин, Сейнт Винсент и Гренадини, Сейнт Китс и Невис, Сейнт Лусия, Сен Бартелми, Сен Естатиус, Синт Мартен, Тринидад и Тобаго, Търкс и Кайкос, Хаити, Хондурас и Ямайка.
Обитава крайбрежията на океани, морета, заливи и рифове. Среща се на дълбочина от 1,5 до 23 m, при температура на водата от 26 до 27,7 °C и соленост 35,1 – 36,4 ‰.

## Описание
Популацията на вида е стабилна.